# Države u UK
Države u UK su:
- Engleska, glavni grad London
- Škotska, glavni grad Edinburgh
- Wales, glavni grad Cardiff
- Sjeverna Irska, glavni grad Belfast